# Фолкер Шмит
Фолкер Шмит (на немски: Volker Schmidt) е немски футболист, роден на 22 септември 1978 г. в Хамбург, Германия.

## Кариера
Фолкер Шмит започва да тренира футбол в ТФ Ян Вилхелмсбург и ХНТ Хамбург. През 1991 г. преминава в школата на Хамбургер ШФ. През 2003 получава професионален договор, но в мач от Бундеслигата за А отбора дебютира чак на 9 декември в мача срещу 1. ФК Нюрнберг. През същия сезон изиграва още два мача. Иначе дебютът му за първия отбор е през 2005, когато изиграва три мача в турнира на УЕФА-Интертото, където Хамбургер печели купата. Шмит е капитан на дублиращия отбор на Хамбургер, за който има 104 мача и един гол.